# Cloaques
Cloaques est le septième album de bande dessinée de la série Les Innommables.

## Synopsis
Mac, Tony et Tim sont de retour dans leur camp militaire près de New York. Tim se déguise en petite fille et décide de se faire appeler Daphné pour faire plaisir à Mac. Ce dernier trouve l'idée idiote et se moque de lui. Tim s'enfuit pour rejoindre New York. Constatant sa disparition, Mac et Tony partent à sa recherche. Au cours de son périple, Tim aura à faire aux pires pervers qu'il pouvait croiser sur sa route. Entre-temps, les États-Unis entre dans la guerre de Corée. Le camp militaire où sont casernés les innommables est démobilisé mais le général Mac Ernest fait de la résistance car il ne veut pas partir faire la guerre.

## Personnages
- Walt Disney : patron de studio de dessins animés. Il est interrogé par le FBI concernant ses liens avec le communisme.
- Claire : jeune paumée qui rejoint le groupe des innommables après avoir rencontré Tim. Elle veut que Mac lui fasse un enfant après avoir vu Raoul mettre bas.
- Sodamosa : révérend qui se fait passer pour un policier auprès de sa mère. Il est amoureux de Bruce, un jeune prostitué.
- Bruce : jeune garçon prostitué. Il est soutenu par Rita.
- Mac : c'est le leader du trio des Innommables. Il est revenu à New York avec ses deux comparses. Ils vivent tous les trois dans un cachot d'un camp militaire.
- Tim : homme de petite taille, naïf comme un enfant. Il est toujours équipé d'une batte de baseball dont il sait très bien se servir. C'est le petit du trio. Il décide de changer de sexe puis s'enfuit à la suite de la réaction de Mac.
- Tony : constamment sarcastique et négatif. C'est le barbu du trio. Il est aussi le souffre-douleur de Mac.
- Raoul : la truie adoptive de Mac. Elle a atteint sa taille adulte et va mettre au monde des petits porcelets.
- Le Camionneur : c'est un pervers sexuel qui prend Tim en stop en croyant que c'est une petite fille.
- Joe : policier homosexuel. Il vit une relation particulière avec son coéquipier, Hank.
- Hank : policier homosexuel. Avec Hank, ils inspectent une station service désaffectée dans laquelle s'est arrêté le camionneur pour découper Tim en morceaux.
- Rita : maquerelle qui protège des jeunes hommes prostitués. Elle manie très bien le couteau.
- L'Officier du Pentagone : c'est un officier du Pentagone chargé d'annoncer au général Mac Ernest que son contingent est mobilisé pour aller combattre à la guerre de Corée.
- Général Mac Ernest : c'est le chef du camp où sont casernés les innommables. Il refuse de partir à la guerre. Il est rentré dans l'armée parce qu'il était petit et qu'il voulait une grande casquette. Il meurt dans l'attaque de son camp.
- Brian : soldat du camp de Mac Ernest.
- Jesse : soldat du camp de Mac Ernest.
- Colonel Kalson : aide de camp du général. Il est devenu l'amant de Mac Ernest.
- Mac Carthy : sénateur. Il décide d'utiliser l'affaire du camp rebelle pour argumenter sa guerre contre les rouges.
- Smith : soldat du camp de Mac Ernest.
- Adams : soldat du camp de Mac Ernest.
- Washington : soldat du camp de Mac Ernest.
- Collins : soldat du camp de Mac Ernest.
- Capitaine Clark : c'est lui qui mène le raid en hélicoptères contre le camp rebelle.
- Ike Eisenhower : officier. Entre les autres officiers qui complotent et le président Truman, il choisit le président.
- Harvey : chauffeur de Ike.
- Harry S. Truman : président des États-Unis. C'est lui qui décide de détruire le camp rebelle au napalm.
- Marilyn Monroe : actrice et chanteuse. Elle est interrogée par le FBI concernant ses liens avec le communisme.

## Autour de l'album
Cette histoire sera la troisième proposée au Journal de Spirou mais elle sera refusée par Charles Dupuis à cause de la scène où les deux prostituées, Rita et Claire, se battent seins nus avec des couteaux. Plutôt que de modifier ce passage, Yann et Conrad préfèrent proposer une autre histoire. Ce sera Aventure en jaune qui lui-même ne sera pas publié jusqu'au bout. Lors de la parution d'Aventure en jaune et de Shukumeï chez Bédéscope/Glénat, Cloaques est annoncé comme quatrième album mais il restera impublié. Il faut attendre juin 1997 pour voir publier Cloaques dans la série Dargaud qui a démarré avec succès en 1994. L'épisode est adapté pour faire suite au cycle de Hong Kong alors qu'au départ il n'était pas chronologiquement prévu à cette place. Les planches originales sont retravaillées et étalées sur deux albums, le second étant Poupée de bronze. Le Cycle de Corée se complète d'un troisième album : Pas-de-Mâchoires.
L'année de la première publication de Cloaques, Dargaud publie un tirage de tête en noir et blanc avec les planches originales non retravaillées de l'épisode. Didier Conrad republie à partir de mai 2009 ces planches originales sur son blog. Les numérisations sont en couleurs avec une bonne définition, ce qui permet d'apprécier toutes les subtiles nuances de l'encrage de Didier Conrad.
Vu le chaos de la publication de cet épisode, cela explique certaines incohérence comme Alix qui semble avoir disparu de l'esprit de Mac ou encore les enfants qu'ils avaient recueillis à la fin d'Alix-Noni-Tengu. Ou encore le cas Raoul qui a grossi. Normalement un porc mets trois ans pour atteindre sa taille adulte. Or, il ne s'est passé que quelques mois entre cet épisode et le précédent. Ching Soao, seul épisode daté du cycle de Hong Kong, se passe en 1950. Cloaques évoque le début de la guerre de Corée qui a démarré officiellement le 24 juin 1950.

## Éditions
- Cloaques, Dargaud, 1997 : première édition avec en supplément une préface d'Alain De Kuyssche. Couverture avec Claire dans la casse de voitures. 60 planches.
- Cloaques, Dargaud, 1997 : tirage de tête limité grand format des 74 planches originales telles qu'elles ont été proposées au journal de Spirou.
- Cloaques, Dargaud, 2000 : réédition avec numérotation. Cet album porte le numéro 6. C'est la même couverture que l'édition de 1997.
- Cloaques, Dargaud, 2002 : réédition comme tome 7 avec nouvelle maquette et nouvelle couverture avec les innommables faisant des crêpes.